# 미야스촌
미야스촌(御休村)은 오카야마현 조토군에 있던 촌이다. 현재의 오카야마시 히가시구에 해당한다.

## 역사
- 1889년 6월 1일 - 정촌제 시행에 의해 오쿠군 미야스촌이 발족하였다.
- 1945년 - 하루동안 제방이 터져 마을의 대부분이 침수되었다
- 1953년 4월 1일 - 히라지마촌, 쓰노야마촌과 합병해 조토정이 신설하여 폐지되었다.

## 참고문헌
- 角川日本地名大辞典 33 岡山県
- 『市町村名変遷辞典』東京堂出版、1990年。